# Маловодяне (Кропивницький район)
Малово́дяне — село в Україні, у Долинській міській громаді Кропивницького району Кіровоградської області. Населення становить 1057 осіб. Колишній центр Маловодянської сільської ради.

## Географія
Селом тече Балка Водяна. На південно-західній стороні від села бере початок річка Криничовата.

## Історія
Перша назва — Федорівка, ймовірно на честь Федора Івановича Бурдзинкевича, батька відомої в краї поміщиці Ольги Федорівни Долинської.

## Населення
Згідно з переписом УРСР 1989 року чисельність наявного населення села становила 586 осіб, з яких 273 чоловіки та 313 жінок.
За переписом населення України 2001 року в селі мешкало 1059 осіб.

### Мова
Розподіл населення за рідною мовою за даними перепису 2001 року:
| Мова       | Відсоток |
| ---------- | -------- |
| українська | 92,53 %  |
| російська  | 5,30 %   |
| білоруська | 0,57 %   |
| вірменська | 0,19 %   |
| румунська  | 0,19 %   |
| молдовська | 0,09 %   |
| інші       | 1,13 %   |